# Tel Bet Shemesh
Tel Bet Shemesh (hebreiska: תל בית שמש) är en höjd i Israel.   Den ligger i distriktet Jerusalem, i den centrala delen av landet. Toppen på Tel Bet Shemesh är 316 meter över havet.
Terrängen runt Tel Bet Shemesh är kuperad åt nordost, men åt sydväst är den platt. Terrängen runt Tel Bet Shemesh sluttar västerut.Runt Tel Bet Shemesh är det tätbefolkat, med 530 invånare per kvadratkilometer. Närmaste större samhälle är Bet Shemesh, 2,1 km söder om Tel Bet Shemesh. Trakten runt Tel Bet Shemesh består till största delen av jordbruksmark.